# Ilse Paulis

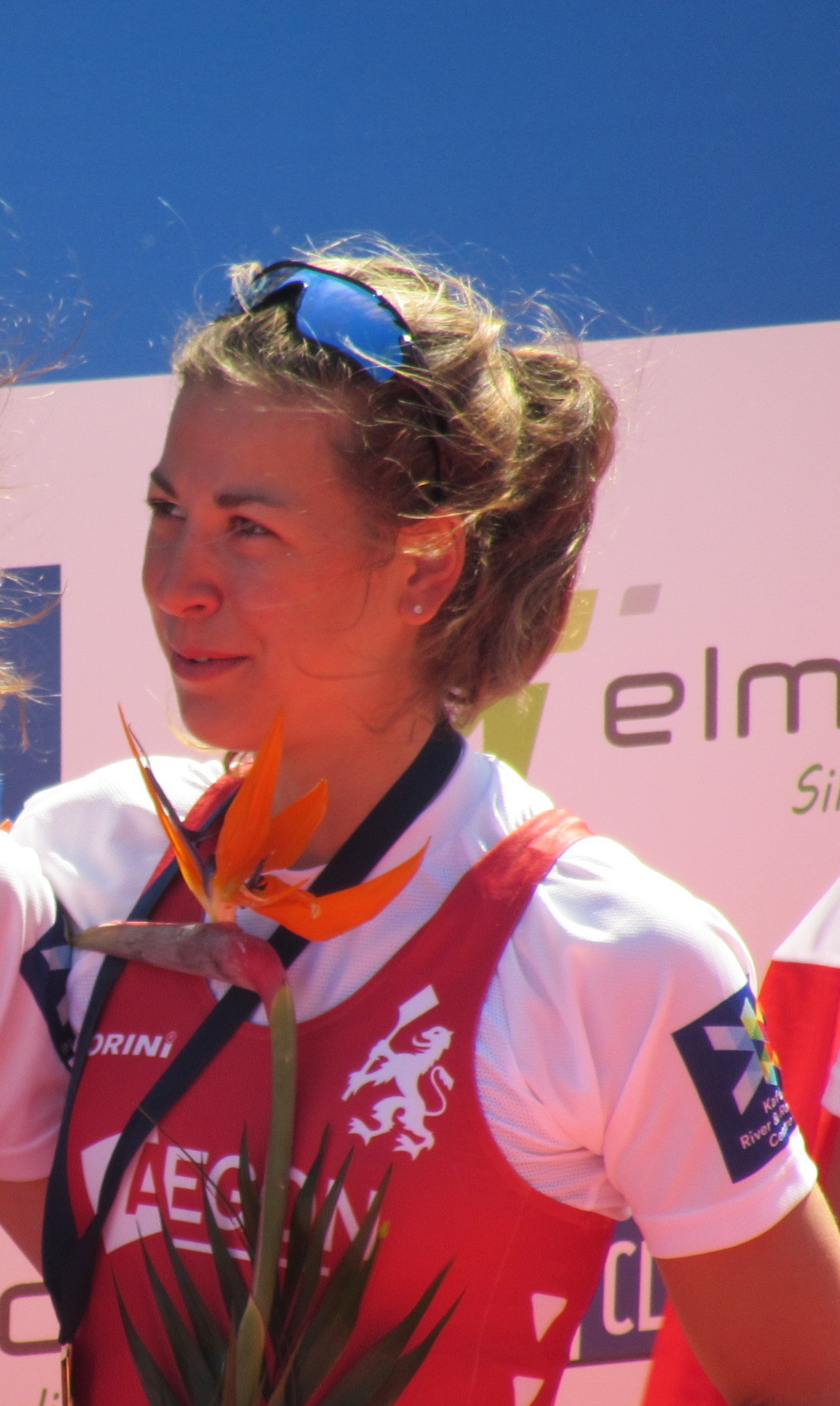
Ilse Paulis bei der Siegerehrung der Ruder-EM 2016

Ilse Paulis (* 30. Juli 1993 in Leiderdorp, Niederlande) ist eine niederländische Leichtgewichts-Ruderin und Olympiasiegerin.
Ilse Paulis begann 2004 mit dem Rudersport. Ihre internationale Laufbahn begann mit einem sechsten Platz im Doppelzweier bei den Junioren-Weltmeisterschaften 2010, bei den Junioren-Weltmeisterschaften 2011 gewann sie Silber mit dem Doppelvierer. 2013 trat sie bei den U23-Weltmeisterschaften in zwei Bootsklassen an: Sie belegte den siebten Platz im Doppelvierer und den sechsten Platz mit dem Achter. 2014 siegte sie im Leichtgewichts-Einer bei den U23-Weltmeisterschaften und im Doppelvierer bei den Weltmeisterschaften in der Erwachsenenklasse. Bei den Weltmeisterschaften 2015 traten Maaike Head und Ilse Paulis im Leichtgewichts-Doppelzweier an und verpassten mit dem vierzehnten Platz die direkte Olympiaqualifikation. In die Olympiasaison 2016 starteten Head und Paulis mit einem Sieg bei den Europameisterschaften 2016. Nachdem Paulis und Head sich in Luzern noch für die Olympischen Spiele qualifizieren konnten, gewannen sie die Weltcup-Regatta in Posen. Die beiden Niederländerinnen krönten die Saison 2016 mit dem Gewinn der Goldmedaille bei den Olympischen Spielen 2016.
Bei den Europameisterschaften 2017 startete sie zusammen mit Marieke Keijser und gewann die Silbermedaille. Im Jahr darauf gewannen Keijser und Paulis den Titel bei den Europameisterschaften. Bei den Weltmeisterschaften 2018 siegten die Rumäninnen vor dem US-Zweier, Paulis und Keijser erkämpften die Bronzemedaille. Im Juni 2019 trat Paulis mit Martine Veldhuis bei den Europameisterschaften an und belegte den siebten Platz. Danach kehrte Keijser ins Boot zurück. Bei den Weltmeisterschaften 2019 in Linz gewannen Keijser und Paulis Silber hinter dem Doppelzweier aus Neuseeland. 2020 gewannen sie den Titel bei den Europameisterschaften vor den Booten aus Italien und Rumänien. Bei den Europameisterschaften 2021 in Varese erruderten sie die Bronzemedaille hinter den Italienerinnen und den Britinnen. In Tokio bei der Olympischen Regatta siegten die Italienerinnen vor den Französinnen, dahinter erkämpften Keijser und Paulis die Bronzemedaille mit einer Hundertstelsekunde Vorsprung auf die britische Crew.
Ilse Paulis ist die älteste von drei rudernden Schwestern. Die mittlere Schwester ist Bente Paulis, die jüngste Femke Paulis.